# Paulina Borsook
Paulina Borsook es una periodista de tecnología y escritora estadounidense que ha escrito para Wired, Mother Jones y Suck.com. Es también conocida por su libro de 2000 Cyberselfish, una crítica de la mentalidad  libertaria de la comunidad de tecnología digital. Como artista residente en la Universidad de Stanford, en 2013 comenzó a trabajar en My Life as a Ghost, una instalación de arte basada en sus experiencias viviendo con un traumatismo craneoencefálico que sufrió debido a un disparo cuando tenía 14 años.

## Biografía
Paulina Borsook nació en  Pasadena, California. En 1969, cuando tenía 15 años, se escapó de su casa y se instaló en el Rochdale College en Toronto, Canadá. Más tarde asistió a la UC Santa Bárbara donde dirigió un programa de radio en la estación KCSB. Se graduó de UC Berkeley con un título en psicolingüística y una especialización en filosofía. Luego asistió a la escuela de posgrado en la Universidad de Arizona antes de transferirse a la Universidad de Columbia, donde obtuvo su MFA.
A partir de 1981, Borsook tomó un trabajo en una compañía de software del condado de Marin en California. Más tarde trabajó para la publicación Data Communications con sede en Nueva York en 1984 antes de regresar a San Francisco en 1987.
Borsook ha escrito extensamente sobre la cultura que rodea la tecnología, incluyendo Silicon Valley, cypherpunks, bionomía y tecnolibertarismo. Su primer cuento, Virtual Romance (en español: "Romance Virtual"), fue nominado para el premio Pushcart. Se convirtió en una escritora colaboradora en Wired en la década de 1990 y su cuento sobre un romance por correo electrónico, Love Over The Wires (en español: "Amor sobre los alambres"), fue la primera ficción publicada por la revista. También ha escrito para Mother Jones y Suck.com, donde lo hizo bajo el nombre de Justine.

### Cyberselfish
Borsook escribió el libro  Cyberselfish: A Critical Romp Through the Terribly Libertarian Culture of High Tech (En español: Cyberselfish: Un reto crítico a través de la cultura terriblemente libertaria de la alta tecnología, que fue publicado por PublicAffairs en 2000. El libro se basó en un ensayo que apareció en Mother Jones en 1996 y rastrea los orígenes del tecnolibertarismo. En el libro, ella caracteriza la cultura de la comunidad de tecnología digital como predominantemente  libertaria, antigubernamental y antirreguladora.
Cyberselfish criticó la falta de filantropía en los círculos de tecnología digital y cuestionó cómo una industria nacida a través de fondos gubernamentales podría ser tan vehementemente antigubernamental.
El libro también incluye las experiencias de Borsook como mujer en la revista Wired y en Silicon Valley. El defensor del software de código abierto Eric S. Raymond criticó la versión de Borsook en un artículo que escribió para Salon.com en 2000.

### Mi vida como fantasma
Cuando tenía 14 años, Borsook sufrió un traumatismo craneoencefálico (TC) después de recibir un disparo en la cabeza. En 2013, después de asistir a una reunión de personas con TC, Borsook se dio cuenta de que otros con TC tenían las mismas experiencias de desconexión que ella siempre había sentido, un sentimiento "fantasmal" de que "algo se disloca en el sentido de saber que te perteneces a ti mismo y a tu vida". A partir de esta epifanía, ella concibió el proyecto My Life as a Ghost, una instalación de arte que combina video, audio, performance, haciendo un ambiente construido para explorar "lo que sucede cuando el alma es expulsada del cuerpo y se vuelve una forma incompleta".
Se convirtió en la primera artista en el nuevo programa de residencias de Investigación del Instituto de  Artes de Stanford y presentó el concepto a una audiencia en octubre de 2013 en el Teatro Bing de la Universidad de Stanford.

## Vida personal
Borsook está divorciada, y vive en  Santa Cruz, California. Ella ha abogado por el final de los programas de erradicación de la polilla de la manzana marrón del Departamento de Agricultura de los Estados Unidos (DAEU) y el Departamento de Alimentos y Agricultura de California (DAAC).

### De Paulina Borsook

#### Libros
- Cyberselfish. a critical romp through the terribly libertarian culture of high tech, PublicAffairs, 2000, 1st ed., ISBN 1891620789, 276 p. (Traducción al alemán: "Schöne neue Cyberwelt. Mythen, Helden und Irrwege des Hightech", dtv, 2001, translator: Hubert Beck, ISBN 9783423242554)